# ديفيد ك. جوردن
ديفيد ك. جوردن (بالإنجليزية: David K. Jordan)‏ هو ناشط إسبرنتو أمريكي، ولد في 1942.